# Чикагские потрошители
«Чикагские потрошители» (англ. Chicago Rippers) — прозвище, которое получила организованная преступная группа, ответственная по версии следствия за убийство 17 девушек, женщин и ряд похищений, сопряжённых с изнасилованиями, совершенных в период с мая 1981 года по октябрь 1982 года на территории города Чикаго. В ходе расследования были арестованы четверо жителей Чикаго: 28-летний Робин Гехт, 21-летний Томас Кокоралеис, его брат 19-летний Эндрю Кокоралеис и 21-летний Эдвард Спрайтцер. Несмотря на то, что подозреваемые дали показания о совершении 18 убийств, из-за отсутствия доказательств им были инкриминированы обвинения в совершении 6 убийств и 4 нападений. Впоследствии все четверо подозреваемых были осуждены и приговорены к длительным тюремным заключениям.

## Биография преступников
Робин Гехт (англ. Robin Gecht) родился 30 ноября 1953 года в городе Чикаго. Был четвёртым ребёнком в семье из семи детей, вследствие чего семья испытывала материальные трудности. Несмотря на то, что его родители вели законопослушный образ и не имели проблем с законом и вредных привычек, отрицательно влияющих на быт, здоровье детей и благосостояние семьи в целом, с ранних лет Робин проявлял стремление к независимости от родителей, благодаря чему он под воздействием своих индивидуально-психологических особенностей предпочитал все свободное время проводить на улице, которая как социально-педагогическая среда существенно повлияла на формирование его личности. Из-за социального конфликта с родителями часть детства Гехт прожил в доме бабушки и дедушки. Посещал школу «Schurz High School». В 1970-м году, в возрасте 16 лет он был замечен в сексуальных домогательствах по отношению к своей сестре, после чего по причине хронических прогулов и неуспеваемости бросил школу после окончания 11-го класса и ушёл из дома. В течение следующих нескольких лет Робин вёл бродяжнический образ жизни, ночевал у друзей и зарабатывал на жизнь низкоквалифицированным трудом. В 1972 году он женился на 16-летней девушке по имени Розмари, которая впоследствии родила ему троих детей. В начале 1970-х Гехт освоил ряд специальностей в строительной сфере. В разные годы он работал электриком, строителем, разнорабочим, плотником и чистильшиком дымоходов, после чего в начале 1979 года он основал собственную фирму «R and R Electric» стал работать строительным подрядчиком. В это же время он приобрёл фургон красного цвета марки «Додж» для перевозки инструментов и строительных материалов. Также он утверждал, что некоторое время работал в строительной фирме известного Чикагского серийного убийцы Джона Гейси и выступал в качестве свидетеля обвинения на его судебном процессе, но эта информация не была подтверждена
Тем не менее, так же, как Гейси, в качестве собственных наёмных работников, Гехт предпочитал нанимать юношей и подростков, преимущественно из социально-неблагополучных семей, ведущих маргинальный образ жизни. В конце 1980 года Робин познакомился с 19-летним Эдвардом Спрайтцером (англ. Edward Spreitzer; род. 5 января 1961), который стал одним из его лучших работников. Эдвард Спрайтцер, как Робин, был жителем Чикаго. Он вырос в неполной семье и бросил школу в подростковые годы. У него было диагностированы признаки умственной отсталости. До знакомства с Гехтом Эдвард также вёл бродяжнический образ жизни и пребывал в состоянии социального конфликта с членами своей семьи. В 1979 и 1980 годах Эдвард дважды привлекался к уголовной ответственности за угон автомобиля. Со Спрайтцером у Робина установились дружеские отношения, благодаря чему Спрайтцер в дальнейшем проживал в апартаментах Гехта. В 1981 году Гехт познакомился с 19-летним Эндрю Кокоралеисом (англ. Andrew Kokoraleis; 23 июля 1963 — 17 марта 1999), который стал одним из его работников. Вскоре Эндрю привлек в компанию Гехта своего старшего брата Томаса (англ. Thomas Kokoraleis}; род. 10 июля 1960), который тоже начал работать в строительной фирме на вакансии разнорабочего. Братья Кокоралеис выросли в семье греческого эмигранта, имели сестру и брата. Детство и юность братьев прошли в социально-неблагополучной обстановке, так как их отец проявлял агрессию по отношению к детям. Будучи  религиозным фанатом, отец братьев Кокоралеисов в принудительном порядке заставлял детей учить содержание  книг Нового Завета и  посещать одну из Греческих православных церквей, богослужение в которых  совершалось на греческом диалекте койне. В середине 1970-х Томас Кокоралеис начал употреблять наркотические вещества и вскоре приобрел наркотическую зависимость, вследствие чего неоднократно подвергался избиению со стороны своего отца.  В 1977-м году мать братьев Кокоралеисов умерла от осложнений сердечно-сосудистых заболеваний, после Томас Кокоралеис бросил школу и вместе с 14-летним 
Эндрю сбежал из дома. Братья переехали в один из пригородов Чикаго, где стали зарабатывать на жизнь низкоквалифицирвоанным трудом. В этот период они освоили профессии столяра и маляра. После знакомства с Робином Гехтом, Томас и Эндрю стали много свободного времени проводить с Робином Гехтом и Эдвардом Спрайтцером. Несмотря на то, что большинство знакомых Гехта отзывались о нём положительно, в этот период он стал демонстрировать признаки сексуальных девиаций и сексуального фетишизма. В феврале 1980 года он был арестован по обвинению в сексуальном нападении на несовершеннолетнюю девушку, но дело до суда не дошло и было урегулировано в досудебном порядке. Также он был замечен в агрессивном поведении по отношению к своей жене. В августе 1982 года жена Гехта заявила о том, что Робин нанёс ей ножом глубокий порез груди. Она подала на развод, ссылаясь на бесчеловечное обращение и крайнюю психологическую жестокость. В этот же период он подвергался аресту за незаконное владение оружием, но отделался административным штрафом.

## Разоблачение
20 октября 1982 года Эдвард Спрайтцер и Эндрю Кокоралеис были остановлены дорожной полицией в ходе стандартной проверки документов. Спрайтцер заявил полиции, что красный фургон марки Додж, на котором они передвигались, принадлежал их работодателю Робину Гехту, и назвал адрес его проживания. Позже в тот же день Робин Гехт был арестован по обвинению в похищении проститутки 18-летней Беверли Вашингтон. В начале октября девушка оказалась в фургоне красного цвета, где подверглась избиению, сексуальным надругательствам и пыткам, в ходе которых преступник отрезал ей одну грудь и нанёс глубокий порез другой груди, после чего оставил её избитой и истекающей кровью в промышленной зоне города. Девушка выжила и спустя 4 часа после нападения была доставлена в больницу, где в скором времени дала полиции описание внешности преступников и фургона. Заплатив залог в размере 5000 долларов, Гехт был освобождён из-под ареста и скрылся. 1 ноября в полицию обратилась 25-летняя Синтия Смит, которая заявила, что человек, похожий по описанию на Гехта, заманил её в фургон красного цвета, после чего совершил на неё нападение, в ходе которого нанёс ей колото-резаные раны рук и головы, но ей удалось сбежать. Фотографии Робина Гехта и его фургона были продемонстрированы 19-летней Энджел Йорк, которая в июне 1982 года также была похищена и подвергнута сексуальным издевательствам в фургоне красного цвета. Как и в случае с Беверли Вашингтон, преступник отрезал Энджел Йорк одну грудь ножом и нанёс ножевое ранение в область второй груди, после чего выбросил её тело, однако девушка, несмотря на серьёзные физические увечья, осталась жива. В качестве человека, совершившего на неё нападение, жертва преступления уверенно указала на фотографию Гехта, после чего он был снова объявлен в розыск и был арестован 5 ноября того же года в доме своего брата.
К тому времени с начала 1980 года в Чикаго и его пригородах пропали без вести и были найдены убитыми несколько десятков девушек и женщин. Несколько из убитых девушек также перед смертью были подвергнуты сексуальному надругательству и погибли от удушения или обширного кровотечения, вызванного колото-резанными ранами, нанесёнными в область груди, в связи с чем Робин Гехт был подвергнут допросу на причастность к убийству 18-летней Сандры Делавэр, которая была найдена убитой в августе 1982 года. Столкнувшись со столь серьёзными обвинениями, Гехт отказался давать показания и заявил, что в последние месяцы его фургон находился в распоряжении его наёмного рабочего и близкого друга 21-летнего Эдварда Спрайтцера, на основании чего Спрайтцер также был арестован вечером 5 ноября. Спрайтцеру было предложено пройти тест на детекторе лжи, который он в итоге дважды не прошёл. Это обстоятельство сильно повлияло на его психоэмоциональное состояние, после чего он начал давать показания. В течение многочасового допроса Спрайтцер дал признательные показания в совершении более 10 убийств. На основании его показаний 7 ноября 1982 года был арестован Эндрю Кокоралеис, который, в свою очередь, заявил о причастности к совершению преступлений своего старшего брата Томаса, который был арестован 12 ноября того же года. Гехт отрицал своё участие в убийствах, в то время как его сообщники впоследствии признались в совершении 17 убийств.
Согласно их показаниям, большинство убийств было совершено в состоянии аффекта на фоне алкогольного и наркотического опьянений, вследствие чего о большинстве эпизодов они дали весьма расплывчатую и неопределённую информацию. В ряде эпизодов они не смогли указать точное местоположение сброса тел жертв, в другом случае они не смогли среди предъявленных им фотографий пропавших без вести девушек указать тех, кто стал их жертвой, или привести детали и черты их внешности. Братья Кокоралеисы и Эдвард Спрайтцер заявили полиции, что в силу возраста, не имея достаточного количества информации о реальности и испытывая проблемы социальной приемлемости, попали под влияние Робина Гехта. Будучи искуссным манипулятором и неплохим психологом, зная закономерности поведения своих друзей и их психологические потребности по отношению к ожиданиям других, Гехт предложил им план по совершению серии убийств. По свидетельствам его сообщников, Гехт организовал своеобразный религиозный культ на фоне увлечения сатанизмом, для чего создал подобие алтаря на чердаке своего дома. По их свидетельствам Гехт в их присутствии неоднократно организовывал религиозные обряды на чердаке своего дома, используя в качестве религиозной утвари кости различного происхождения и части человеческой плоти, в том числе женскую грудь, которые он впоследствии принимал в пищу. Согласно их показаниям, большинство из убийств было совершено в качестве жертвоприношений. После ареста, в ходе опроса соседей и знакомых Гехта, полиция установила, что братья Кокоралеис и Эдвард Спрайтцер действительно на протяжении нескольких месяцев были замечены на территории дома Гехта. Девушка, которая исполняла обязанности няни в его семье, после его ареста заявила полиции, что доступ к чердаку был запрещён. В ходе осмотра апартаментов Гехта полицией были найдены изображения крестов и других религиозных символов на чердаке дома, но никаких улик, изобличающих его в совершении убийств в качестве жертвоприношений.
Несмотря на то, что во время расследования следствию в ходе разрозненных показаний подозреваемых удалось установить личности нескольких жертв, сами подозреваемые продолжали давать противоречивую информацию. Так согласно свидетельствам Эндрю Кокоралеиса, 23 мая 1981 года, он и Робин Гехт отправились в северную часть города Чикаго, где проживали представители афроамериканской общины. На одной из улиц они заманили в фургон 26-летнюю Линду Саттон, после чего, угрожая ей оружием, отвезли её к мотелю «Brer Rabbit» на территории пригорода Чикаго под названием «Вилла Парк», где в то время проживал Эдвард Спрайтцер. По приказу Гехта, Спрайтцер и Эндрю Кокоралеис вытащили девушку из фургона, после чего она была избита Робином Гехтом. В нескольких десятках метров от мотеля, Робин Гехт при участии Спрайтцера совершил сексуальное надругательство над жертвой и нанёс ей множественные колото-резанные раны, ампутировав при этом ей полностью обе груди. Тело Линды Саттон было найдено только лишь через несколько дней. Ранним утром 30 мая того же года Эндрю Кокоралеис совместно с Эдвардом Спрайтцером подобрали автостопщицу 30-летнюю Шуй Мак, которая после ссоры со своим братом покинула его автомобиль. Остановив фургон в лесистой местности недалеко от нового жилого комплекса в северо-западной части округа Кук, преступники вытащили девушку из фургона и подвергли избиению. После чего, оттащив жертву на несколько десятков метров вглубь леса, Эдвард Спрайтцер согласно заявлению Кокоралеиса, нанёс жертве несколько колото-резаных ран ножом, от чего она вскоре скончалась. Скелетированные останки девушки были обнаружены 30 сентября 1982 года. В ходе судмедэкспертизы было установлено, что смерть девушки наступила от множественных переломов костей черепа в результате удара тупым предметом. Следов ран от колото-резущих орудий обнаружено не было, благодаря чему показания Эндрю Кокоралеиса были признаны неубедительными. Ответственность за убийство Лори Энн Боровски, которая была похищена 15 мая 1982 года в пригороде Чикаго под названием Элмхурст, Кокоралеис также возложил на Эдварда Спрайтцера. Своё участие в убийстве он признал незначительным. Скелетированные останки девушки были найдены в октябре 1982 года на территории одного из кладбищ. Части одной из её груди были также ампутированы с помощью колото-режущих орудий.
Эдвард Спрайтцер, в свою очередь, также описал разные версии событий, которые произошли в течение 2 лет. По словам Эдварда, первое убийство, в которое он был вовлечён, было убийство Линды Саттон. Он признал своё участие в убийстве подтвердив показания Кокоралеиса. По его словам после того, как Гехт отрезал жертве обе груди, он произвёл сексуальные манипуляции с её ранами и частями отрезанной плоти, после чего отвез его в дом его матери. Позже он изменил версию, заявив, что также участвовал в истязаниях жертвы и проводил над её телом сексуальные манипуляции. Второе убийство, в которое он был вовлечён — произошло 1 июля 1981 года, когда он и Робин Гехт подобрали чернокожую женщину-автостопщицу в Чикаго. Гехт предложил женщине принять наркотики, после чего остановил фургон в окрестностях одного из кладбищ, где Гехт забил её до смерти с помощью бейсбольной биты и ампутировал ей грудь. Личность этой жертвы так и не удалось установить. В августе того же года, согласно его свидетельствам, Робин Гехт по схожему сценарию совершил ещё одно убийство чернокожей девушки, личность которой также не удалось установить. В случае с убийствами Лорри Энн Боровски и Шуй Мак, Спрайтцер также признал свою участие, но непосредственную ответственность за их совершение он возложил на Робина Гехта. Также он заявил, что 27 августа 1982 года он совместно с Гехтом заманили в фургон проститутку Сандру Делавэр. В салоне фургона Гехт совершил на девушку нападение, в ходе которого заковал её в наручники и изнасиловал, после чего Спрайтцер зарезал жертву с помощью ножа. Очередное убийство, согласно его рассказу, было совершено 6 октября 1982 года, когда Робин Гехт без видимых на то причин из салона своего фургона расстрелял из винтовки и пистолета 38-го калибра 28-го Рафаэля Тирадо и 21-го Альберто Розарио, стоявших возле телефонной будки на одной из улиц Чикаго, в результате чего Тирадо был убит, а Розарио с огнестрельным ранением был доставлен в больницу, где впоследствии выжил. Помимо этого Спрайтцер признал своё соучастие в похищении и нападении на Беверли Вашингтон и своё участие в убийстве 31-летней Роуз Бек Дэвис, которая была найдена задушенной со множественными переломами костей черепа 8 сентября 1982 года в кустах возле одного из жилищных комплексов. Эдвард Спрайтцер заявил, что задушил девушку её чулками, после того как Робин Гехт и Эндрю Кокоралеис изнасиловали и избили её. Роуз Бек Дэвис как и другие жертвы чикагских потрошителей подверглась перед смертью истязательствам, во время которых Гехт ампутировал ей грудь. Позже Спрайтцер отказался от своих показаний, выдав другую версию событий. Согласно его дальнейшим показаниям, во всех описанных им преступлениях также принимал участие Эндрю Кокоралеис.
Томас Кокоралеис после ареста в ноябре 1982 года, сознался в соучастии убийств Лорри Энн Боровски и Линды Саттон. Его показания были записаны на видеоплёнку. Томас точно указал место и время похищения девушки, что было подтверждено рядом свидетелей похищения, которые первые обнаружили факт исчезновения девушки, а также указал кладбище и точное расположение места, где был спрятан труп. Позже Томас отказался от своих свидетельств и перестал сотрудничать со следствием, тем не менее на основании видеоплёнки с его признанием ему в конечном итоге было предъявлено обвинение в убийстве Лорри Энн Боровски. Также в ходе первых допросов Томас Кокоралеис среди предъявленных ему фотографий пропавших девушек, в качестве одной из жертв, которая согласно его заявлению была убита в сентябре 1982 года, предположительно идентифицировал 42-летнюю Кэрол Паппас, жену известного бейсболиста Милта Паппаса, которая пропала без вести 11 сентября 1982 года. Кокоралеис не смог вспомнить место захоронения тела, тем не менее благодаря его признанию Кэрол Паппас вошла в список потенциальных жертв группы
В конечном итоге на основании весьма противоречивых и разрозненных показаний, в конце 1982 года Эдварду Спрайтцеру были предъявлены обвинения в похищении и убийстве  Линды Саттон, Сандры Делавэр, Шуй Мак, и Рафаэля Тирадо. Также ему были предъявлены обвинения в нападении на Альберто Розарио и соучастии в убийстве Роуз Бек Дэвис. Эндрю Кокоралеису были предъявлены обвинения в убийстве Роуз Бек Дэвис и соучастии в убийствах Лорри Энн Боровски, Шуй Мак. Робин Гехт после ареста отказался от сотрудничества со следствием и настаивал на своей непричастности к совершению преступлений. Так как обвинительные показания его сообщников вызывали сомнение в их достоверности, Гехту было предъявлено только обвинение в нападении на Беверли Вашингтон.

## Судебные процессы
В 1983 году Робин Гехт предстал перед судом. Во время судебного процесса он продолжал настаивать на своей невиновности. Ключевым свидетельством обвинения стали показания Беверли Вашингтон, которая идентифицировала Гехта как человека, который совершил на неё нападение 6 октября 1982 года. Робин Гехт не смог предоставить алиби, вследствие чего он был признан виновным по нескольким пунктам обвинения и 15 декабря 1983 года получил в качестве наказания 120 лет лишения свободы. Судебный процесс над Томасом Кокоралеисом проходил на территории округа Ду-Пейдж. На основании видеозаписи его признательных показаний он был признан виновным в убийстве Лорри Энн Боровски и в сентябре 1984 года получил в качестве наказания пожизненное лишение свободы без права на условно-досрочное освобождение. 
Судебный процесс над Эдвардом Спратцером растянулся на несколько лет, так как ему были инкриминированы обвинения в 4 убийствах, совершенных в разных округах. В апреле 1984 года Спрайтцер признал себя виновным в совершении убийств Шуй Мак, Сандры Делавэр, Рафаэля Тирадо и признал своё соучастие в убийстве Роуз Бек Дэвис, после чего был приговорён к пожизненному лишению свободы без права на условно-досрочное освобождение. В середине 1985 года в округе Ду-Пейдж начался судебный процесс по обвинению Спрайтцера в убийстве Линды Саттон. Свою вину он признал, вследствие чего 4 марта 1986 года вердиктом жюри присяжных заседателей он был признан виновным в убийстве. Во время судебных заседаний родственники и знакомые Спрайтцера, выступая в качестве свидетелей защиты, заявили, что Эдвард подвергался издевательствам в детстве, что привело в итоге к психическим, эмоциональным и поведенческим проблемам. На этом основании его адвокаты требовали снисхождения к своему подзащитному, но 18 марта того же года суд приговорил его к смертной казни.
Эндрю Кокоралеис в феврале 1985 года был признан виновным в убийстве Роуз Бек Дэвис и получил в качестве наказания пожизненное лишение свободы без права на условно-досрочное освобождение. В 1986 году он так же, как и его брат, предстал в суде округа Ду-Пейдж по обвинению в соучастии Лорри Энн Боровски. На судебных заседаниях Кокоралеис настаивал на своей невиновности и заявил, что после ареста он оказался жертвой физического и психологического насилия со стороны сотрудников правоохранительных органов, вследствие чего был вынужден дать признательные показания в совершении убийства. Стороной обвинения были вызваны в суд в качестве свидетелей обвинения шестеро полицейских, которые  рассказали суду свою версию событий, происходивших во время допроса Кокоралеиса после его ареста в ноябре 1982 года. В марте 1987 года после длительного совещания вердиктом жюри присяжных заседателей он был признан виновным, на основании чего суд в мае того же года приговорил его к смертной казни.

## В заключении
Оказавшись в заключении, Томас Кокоралеис в 1986 году подал апелляцию. Он заявил о своей невменяемости и о том, что после ареста его конституционные права были нарушены. Во время рассмотрения его апелляции было проведено судебно-психиатрическое обследование, которое выявило у Томаса признаки умеренной умственной отсталости с порогом коэффициента интеллекта в 75 баллов. Так как во время допроса Кокоралеис много употреблял продуктов с высоким содержанием сахара и кофеина, психиатр сделал вывод о том, что это усугубило его высшие психические функции, такие какие мышление. На основании этих фактов апелляция была удовлетворена. Приговор Томаса был отменён и ему было назначено новое судебное разбирательство. Повторный судебный процесс над Томасом Кокоралеисом в 1987 году. Для того чтобы избежать наказания в виде пожизненного лишения свободы, ему было предложено заключить соглашение о признании вины, которое он принял. На основании условий сделки, Томас Кокоралеис признал себя виновным в убийстве Лорри Энн Боровски и в июле 1987 года был приговорён к 70 годам заключения с правом подачи ходатайства на условно-досрочное освобождение по отбытии 35 лет заключения
В августе 1987 года было обнаружено тело Кэрол Паппас. Труп был найден в салоне её автомобиля, обнаруженного на дне пруда в трёх кварталах от её дома. В ходе осмотра автомобиля было установлено, что женщина вследствие неустановленных причин потеряла контроль над управлением автомобиля и на полном ходу движения съехала с дороги в воды пруда. Так как на её останках и одежде не было найдено признаков насильственной смерти, а среди её личных вещей были обнаружены деньги, кредитные карты и продукты, купленные ею в день исчезновения, следствие пришло к выводу, что члены преступной группы Робина Гехта не имеют никакого отношения к её смерти, благодаря чему её имя было вычеркнуто из списка потенциальных жертв преступников, а признания Томаса Кокоралеиса в совершении её убийства — недостоверными. На основании этого Кокоралеис подал новую апелляцию. На этот раз его адвокаты требовали отмены приговора и признания его показаний в убийстве Лорейн Энн Боровски недействительными, рассматривая в качестве прецедента недостоверные сведения Томаса о похищении и убийстве Кэрол Паппас, но апелляция была отклонена в 1990 году.
Его брат Эндрю Кокоралеис в 1989 году также подал апелляцию на отмену смертного приговора, которая была отклонена. Так как в последующее десятилетие в штате Иллинойс приговоры 11 осуждённых, в разные годы приговорённых к смертной казни, были признаны судебными ошибками, в середине 1990-х возникли дебаты о пересмотре закона о смертной казни, на основании чего смертная казнь временно была признана неконституционной мерой. Тем не менее, в 1999 году губернатор штата Иллинойс Джордж Райан отклонил прошение Эндрю Кокоралеиса о помиловании, после чего его казнь была назначена на март 1999 года. Эндрю Кокоралеис был казнён посредством смертельной инъекции 17 марта 1999 года. Он отказался от последнего ужина, а в качестве последнего слова — попросил прощения у родственников жертв.
Эдвард Спрайтцер после осуждения в 1986 году все последующие годы провёл в камере смертников тюрьмы «Stateville Correctional Center». В 1988 году он, пытаясь добиться отмены смертного приговора, подал апелляцию, утверждая, что во время судебного процесса был лишён эффективной помощи адвоката в результате конфликта интересов, однако он не смог указать какой-нибудь определённый дефект в стратегии, тактике или принятии решений своего адвоката во время его защиты. Вследствие этого, изучив его иск, апелляционный суд пришёл к выводу, что конфликт интересов не способствовал его осуждению. Апелляция была отменена. Его казнь была назначена на сентябрь 1991 года. Спрайтцер обжаловал это решение, и подал очередную апелляцию, апеллируя на том, что время вынесения приговора были нарушены его правовые гарантии. Верховный Суд оставил в силе решение о его исполнении, но перенёс дату исполнения на неопределённый срок. Наняв новую команду адвокатов, Спрайтцер подал изменённую апелляцию в ноябре 1994 года на отмену смертного приговора. Однако после многолетнего рассмотрения суд признал уголовно-процессуальные ошибки в деле его осуждения незначительными и никак не повлиявшими на вынесение окончательного вердикта о виновности осуждённого, вследствие чего апелляция была отменена в 1997 году. В 2002 году в связи с выявлением многочисленных судебных ошибок в деле осуждения приговорённых к смертной казни, губернатор штата Иллинойс пересмотрел закон о смертной казни и в январе 2003 года ввёл мораторий, заменив смертные приговоры 157 осуждённым, в том числе Эдварду Спрайтцеру. На основании закона его смертный приговор был автоматически заменён на наказание в виде пожизненного лишения свободы без права на условно-досрочное освобождение. 
Робин Гехт в 1991 году подал ходатайство о проведении ДНК-тестирования биологических следов, найденных на теле Беверли Вашингтон, в нападении на которую он был осуждён, с целью доказать свою невиновность. Но его ходатайство не было удовлетворено, так как технология тестирования не была доступна на тот момент. В 2008 году он подал апелляцию на отказ в удовлетворении его предыдущего ходатайства и настаивая на проведении ДНК-экспертизы следов спермы, пятен крови на ножах и в салоне своего фургона, а также на проведении трасологического тестирования ворсового покрытия салона автомобиля. Изучив его претензии, суд отклонил его апелляцию в связи с тем, что на жертве преступления и её одежде были найдены биологические следы, соответствующие разным группам крови. Так как до встречи с Гехтом жертва имела половую связь с несколькими клиентами, которые оставили свои биологические следы, ДНК-тестирование не сможет доказать его невиновность. В случае с пятнами крови суд справедливо отметил, что так как  Робин Гехт подозревался в причастности к не менее 17 убийствам, результаты ДНК-тестирования пятен крови также не могут доказать его невиновность, а в значительной степени могут способствовать выдвижению против него новых обвинений в совершении преступлений.
Томас Кокоралеис, отбыв в заключении 35 лет, в 2017 году подал ходатайство на условно-досрочное освобождение, но ему было отказано в связи с тем, что Кокоралеис не смог заблаговременно найти работу и жильё. Родственники Кокоралеиса, в том числе его старший брат  - Грег, отказали Томасу в предоставлении жилья. Грег Кокоралеис заявил, что большинство их родственников проживают за пределами штата Иллинойс, а он сам является физически недееспособным и проживает в маленькой квартире, расположенной в одном из северо-западных пригородов Чикаго вместе с другим родственником, который осуществляет за ним уход. Грег Кокоралеис поведал СМИ о том, что за прошедшие десятилетия практически не поддерживал отношений с осужденными братьями и не имеет представления о дальнейших планах Томаса в случае его освобождения. В 2019 году Томас подал ходатайство об освобождении во второй раз. К тому времени он сумел найти жильё и работу в городе Орора, и несмотря на протест родственников жертв, учитывая условия соглашения о признании вины и отсутствие дисциплинарных взысканий за годы заключения, его ходатайство было удовлетворено. Томас Кокоралеис вышел на свободу 24 марта 2019 года. После освобождения, в июне того же года он дал интервью журналистам телерадиокомпании «CBS», во время которого настаивал на своей непричастности к совершению убийств, а также сделал попытку убедить общественность в том, что за годы заключения он приобрёл знания и навыки для ресоциализации и не представляет социальной опасности для общества